# 啟碁科技
啓碁科技股份有限公司，英文名稱為WNC Corporation，簡稱WNC，為台灣無線通訊產品廠商，專精於無線通訊產品的設計、研發、製造與封測。

## 公司概要
啓碁科技成立於1996年，總部設立於台灣新竹科學園區，在中國、美國、英國、日本皆設有據點，為ODM/JDM代工廠，早期產品主力為衛星及天線領域產品，現在則延伸出多種產品線，涵蓋車用、行動、家用及企業用等領域。

## 產品
戶外衛星接收器、衛星廣播接收器(DBS LNBFs)、網路設備（802.11a/b/g/n/ac、PLC系列產品）、3G/4G行動裝置、機上盒、數位家庭產品、車用電子、RFID及NFC解決方案、各類天線（電視/GPS/手機/LDS）等產品。